# くるみ割り人形
『くるみ割り人形』（くるみわりにんぎょう、露: Щелкунчик, 仏: Casse-Noisette, 英: The Nutcracker）は、ピョートル・チャイコフスキーが作曲したバレエ音楽（作品71）、およびそれを用いたバレエ作品である。チャイコフスキーが手掛けた最後のバレエ音楽であり、1892年にサンクトペテルブルクのマリインスキー劇場で初演された。
本作は、クリスマス・イヴにくるみ割り人形を贈られた少女が、人形と共に夢の世界を旅するという物語である。原作は、ドイツのE.T.A.ホフマンによる童話『くるみ割り人形とねずみの王様』を、アレクサンドル・デュマ・ペールがフランス語に翻案した『はしばみ割り物語』である。
クリスマスにちなんだ作品であることから毎年クリスマス・シーズンには世界中で盛んに上演される。クラシック・バレエを代表する作品の一つであり、同じくチャイコフスキーが作曲した『白鳥の湖』『眠れる森の美女』と共に「3大バレエ」とも呼ばれている。

## 上演史

### 創作の経緯

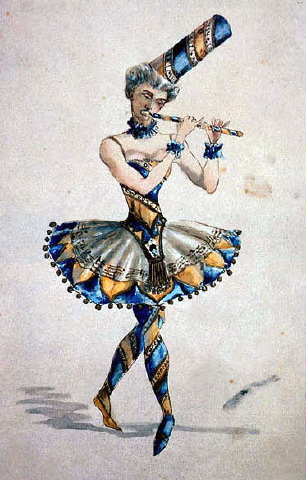
I・フセヴォロジスキーによる初演の衣装デザイン

1890年1月、サンクトペテルブルクのマリインスキー劇場で、チャイコフスキー作曲によるバレエ『眠れる森の美女』が上演され、成功を収めた。これに満足した劇場支配人のイワン・フセヴォロシスキーは、同年2月ごろに早速チャイコフスキーに次回作を依頼し、オペラとバレエを2本立てで上演したいと提案した。この上演形式は当時のパリ・オペラ座に倣ったもので、オペラを公演の中心とし、その後に余興のような位置づけでバレエを上演するというものであった。1890年の末に最終的な話し合いが行われ、オペラの演目は、チャイコフスキー自身の提案により『イオランタ』に決まった。バレエの題材はフセヴォロシスキーが選び、E.T.A.ホフマンの童話 『くるみ割り人形とねずみの王様』 をアレクサンドル・デュマ・ペールが翻案した『はしばみ割り物語』を原作とすることになった。バレエの台本は、マリインスキー劇場のバレエマスターであるマリウス・プティパが手掛けた。
チャイコフスキーはこのバレエの題材をあまり気に入っていなかったが、振付家のプティパから最初の指示書きを受け取り、1891年2月には作曲に着手した。チャイコフスキーは外国での演奏旅行の合間に作曲を進めたが、1891年4月にはフセヴォロジスキー宛ての手紙で、作曲が難航しており、締切を延期してほしい旨を訴えている。それでも同年6月ごろには下書きを完成させ、翌1892年3月ごろに管弦楽配置を仕上げた。
本作の振付は、当初プティパが担当する予定だったが、1892年の夏に稽古が始まったころから病に倒れてしまい、部下である副バレエ・マスターのレフ・イワノフが代行することとなった。プティパがイワノフに引き継ぐ前にどこまで振付を完成させていたのかは明らかになっていないが、初演時のポスターには、台本はプティパ、振付はイワノフと記載されている。

### 初演

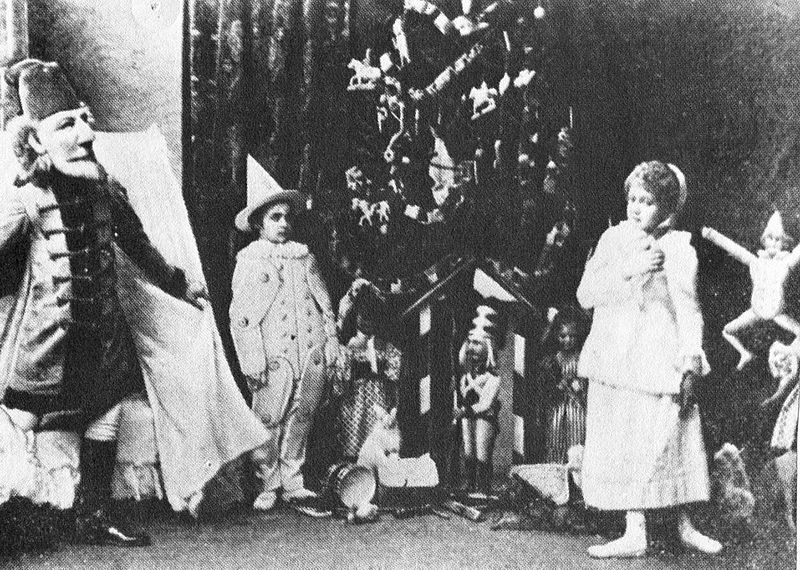
初演版第1幕。左から、くるみ割り人形、フリッツ、クララ。

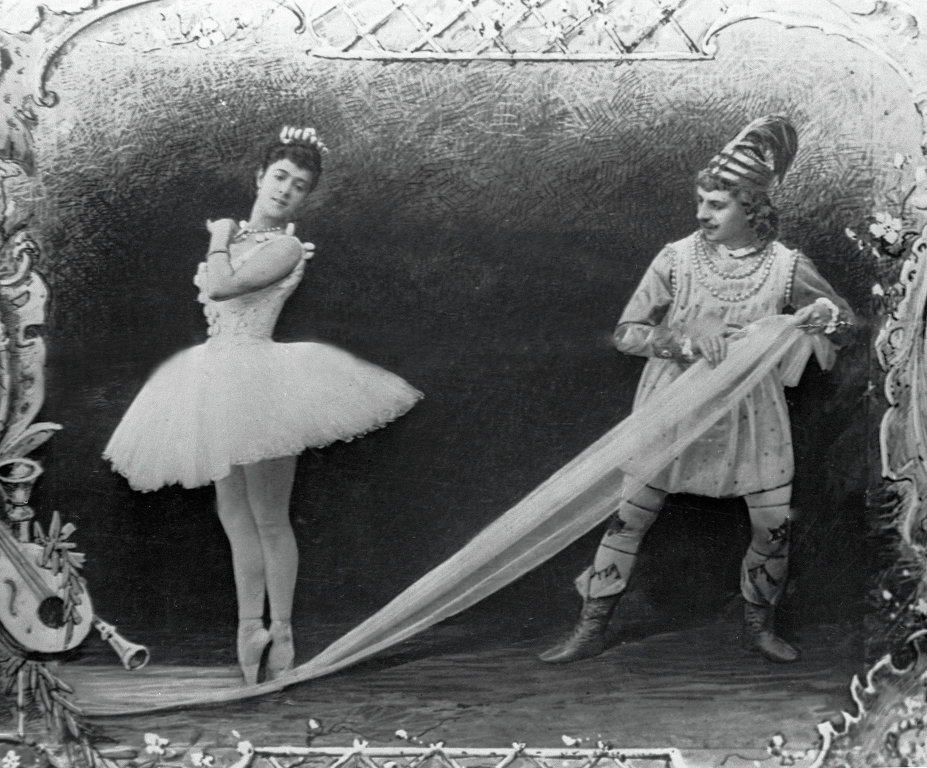
初演版第2幕。金平糖の精（V・ニキーティナ）と王子（P・ゲルト）

1892年12月18日（ロシア旧暦12月6日）、マリインスキー劇場において、オペラ『イオランタ』と共に、バレエ『くるみ割り人形』が初演された。初日の主要キャストは、金平糖の精（ドラジェの精）がアントニエッタ・デルエラ、コクルーシュ王子（オルジャ王子）がパーヴェル・ゲルトであった。クララ役のスタニスラワ・ベリンスカヤと、くるみ割り人形役のセルゲイ・レガートはいずれも舞踊学校の生徒で、べリンスカヤは当時12歳であった。
この公演は、観客には好評であったものの、新聞評では不評であった。批判を受けた点は、第一に、主演バレリーナが演じる金平糖の精が第2幕になるまで登場せず、見せ場が少なかったことである。また、物語上の欠点としては、クララがお菓子の国へ行ったところで幕が下りてしまうので、その後クララがどうなるのかわからず、観客の納得のいく形で話が完結していないという点も批判された。
『くるみ割り人形』は、1893年1月までの間に『イオランタ』と共に11回上演され、その後も何度か上演されたが、1895年10月から1900年4月までの約4年半の間はマリインスキー劇場のレパートリーから外されていた。1900年4月に久々に再演され、1909年にもニコライ・セルゲエフによる改訂版が上演されたが、この時は初演版の演出に大きな変更が加えられることはなかった。

### 改訂演出
前述のとおり、『くるみ割り人形』は初演時から台本の不備が指摘されており、主演ダンサーの見せ場が少ないことや、物語の帰結が曖昧であることが批判されていた。このような台本の欠点を補うべく、後年の改訂演出では様々な試みが行われた。以下、いくつかの改訂演出とその特徴を挙げる（括弧内は初演年および初演バレエ団）。
- A・ゴルスキー（英語版）版（1919年、ボリショイ・バレエ）
ボリショイ劇場で本作を初演するにあたり、バレエマスターであるゴルスキーが改訂を行った[19]。ゴルスキーはスタニスラフスキーの影響の下、演劇性を重視したバレエを志向していた[19]。本作では、物語を原作小説に近づけるため、金平糖の精とコクルーシュ王子の役を削除し、結末を、クララとくるみ割り人形が王位に就くというものに変更した[19]。この演出は定着しなかったが、後世の改訂版に一定の影響を与えた[20]。
- V・ワイノーネン版（1934年、GATOB[注釈 4]）
イワノフ版を初演したマリインスキー劇場では、フョードル・ロプホーフ（英語版）による2度の改訂を経て、1934年にワイノーネンによる新版が発表された[21]。この版は3幕構成で、主人公の名前はマーシャである[注釈 5][21]。演出上の特徴は、マーシャを大人のダンサーが演じたことであり、最終幕ではマーシャがくるみ割り人形の王子とパ・ド・ドゥを踊る[22]。この改変によって、幼い少女が夢の中で大人の女性へと成長を遂げるという明確なテーマが作品にもたらされた[21][23]。主人公の少女を大人のダンサーが踊る演出は、ワイノーネン版以降、『くるみ割り人形』の標準的な演出の一つとして定着している[21]。

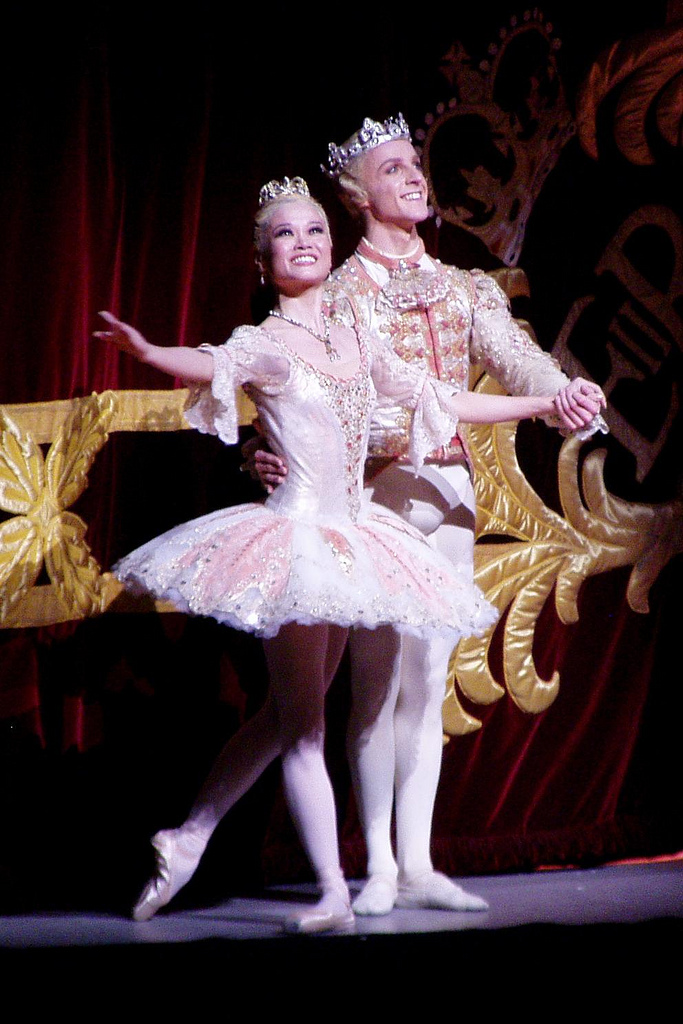
英国ロイヤル・バレエ団のP・ライト版。金平糖の精（吉田都）と王子（S・マックレー）。

- P・ライト版（1984年、英国ロイヤル・バレエ団）
この版は、物語に原作小説の設定を取り入れているのが特徴で、くるみ割り人形の正体はドロッセルマイヤーの甥とされている[24]。ドロッセルマイヤーは甥にかけられた呪いを解くために少女クララにくるみ割り人形を託し、クララの活躍によって甥は人間の姿に戻る[24][25]。またこの演出では、バレエ史家の監修の下、イワノフによる原振付を可能な限り再現している[25]。なお、クララと金平糖の精、くるみ割り人形とお菓子の国の王子は、イワノフ版と同じく、それぞれ別々のダンサーが演じる。この版は現在に至るまで、英国ロイヤル・バレエ団のレパートリーとして定着している[24][25]。
- P・ライト新版（1990年、バーミンガム・ロイヤル・バレエ団[25]）
ライトが1990年に発表した新演出は、1984年版と大きく異なる。クララはバレリーナを目指す15歳の少女という設定で、魔術師のドロッセルマイヤーが創り出した不思議な世界へ連れていかれる[26][27]。クララはその世界で、憧れのバレリーナである金平糖の精に変身し、王子の姿となったくるみ割り人形とパ・ド・ドゥを踊る[28]。この演出では、クララと金平糖の精は別々のダンサーが演じる[27][28]。

この他に著名な演出としては、ジョージ・バランシン版（1954年、ニューヨーク・シティ・バレエ団）、ユーリー・グリゴローヴィチ版（1966年、ボリショイ・バレエ）、ルドルフ・ヌレエフ版（1967年、スウェーデン王立バレエ団）などがある。
また、初演版から踏襲されてきた物語設定を大きく変更し、現代的に再解釈した演出もある。バレリーナに憧れる少女が夢の中でバレエの舞台裏を垣間見るという設定のジョン・ノイマイヤー版（1971年）、孤児院を舞台にしたマシュー・ボーン版（1992年）、振付家自身の少年時代を題材とした自伝的作品であるモーリス・ベジャール版（1998年）などが挙げられる。

## 物語

### 原作
バレエ『くるみ割り人形』の原作は、アレクサンドル・デュマ・ペールによる童話『はしばみ割り物語』（仏: Histoire d’un casse-noisette、1844年）である。この童話は、ドイツのE.T.A.ホフマンによる『くるみ割り人形とねずみの王様』（独: Nußknacker und Mausekönig、1816年）を、デュマがフランス語に翻案した作品であり、あらすじは以下の通りである。

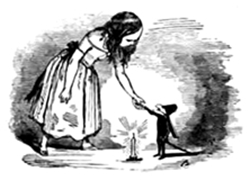
『はしばみ割り物語』の挿絵（ベルタル画）

舞台はドイツのニュルンベルク。7歳半の少女マリーは、クリスマス・プレゼントにくるみ割り人形をもらうが、兄のフリッツが人形の顎を壊してしまう。マリーはくるみ割り人形を優しく看病する。その夜、マリーの部屋にネズミの大群が現われ、人形たちと戦争を始める。マリーはくるみ割り人形に加勢するが、怪我をして気を失う。翌朝ベッドで目覚めたマリーは、昨晩の出来事を家族に話すが信じてもらえない。
そんなマリーに対し、伯父のドロッセルマイヤーは『堅いくるみとピルリパータ王女の物語』を話して聞かせる。美しい王女ピルリパータは、ネズミの呪いで醜い姿に変えられた。王に呪いを解くよう命じられた職人ドロッセルマイヤーは、甥のナタニエルが割った堅いくるみを王女に食べさせ、王女を元の姿に戻すことに成功するが、代わりにナタニエルが醜い姿になる。ナタニエルの呪いが解けるのは、彼がネズミの王様を倒した上で、美しい女性から愛されたときだけである。この話を聞いたマリーは、あのくるみ割り人形こそがナタニエルなのだと確信する。
その後、マリーの部屋に再びネズミが現れるようになる。するとくるみ割り人形は、自分に剣を授けてほしいとマリーに頼み、その剣でネズミの王様を倒す。くるみ割り人形は、自分が治めるおもちゃの国にマリーを招待する。2人は氷砂糖の野原やクリスマスの森、オレンジエードの川などを通り過ぎてケーキの宮殿へと辿り着き、くるみ割り人形の妹である王女たちの歓待を受けるが、それはマリーの見た夢にすぎなかった。現実の世界に戻ってしばらく経ったある時、マリーはくるみ割り人形に「あなたを心から愛している」と話しかける。その途端マリーは気を失い、目覚めると、ドロッセルマイヤーが甥の少年を連れてきていた。少年はマリーに対し、自分はナタニエルであり、マリーのおかげで呪いが解けたのだと告げて求婚する。2人は再びお菓子でできた国へと向かい、結婚式を挙げる。

### 主な登場人物
- クララ（またはマーシャ、マリー[22]）- 主人公の少女。
- ドロッセルマイヤー - クララの名付け親。
- くるみ割り人形 - ドロッセルマイヤーがクララに贈った人形。
- 金平糖の精（またはドラジェの精、シュガープラムの精[注釈 2]） - お菓子の国の女王。

### あらすじ
演出によって物語の展開に相違があるが、あらすじは概ね次のような内容である。

#### 第1幕第1場

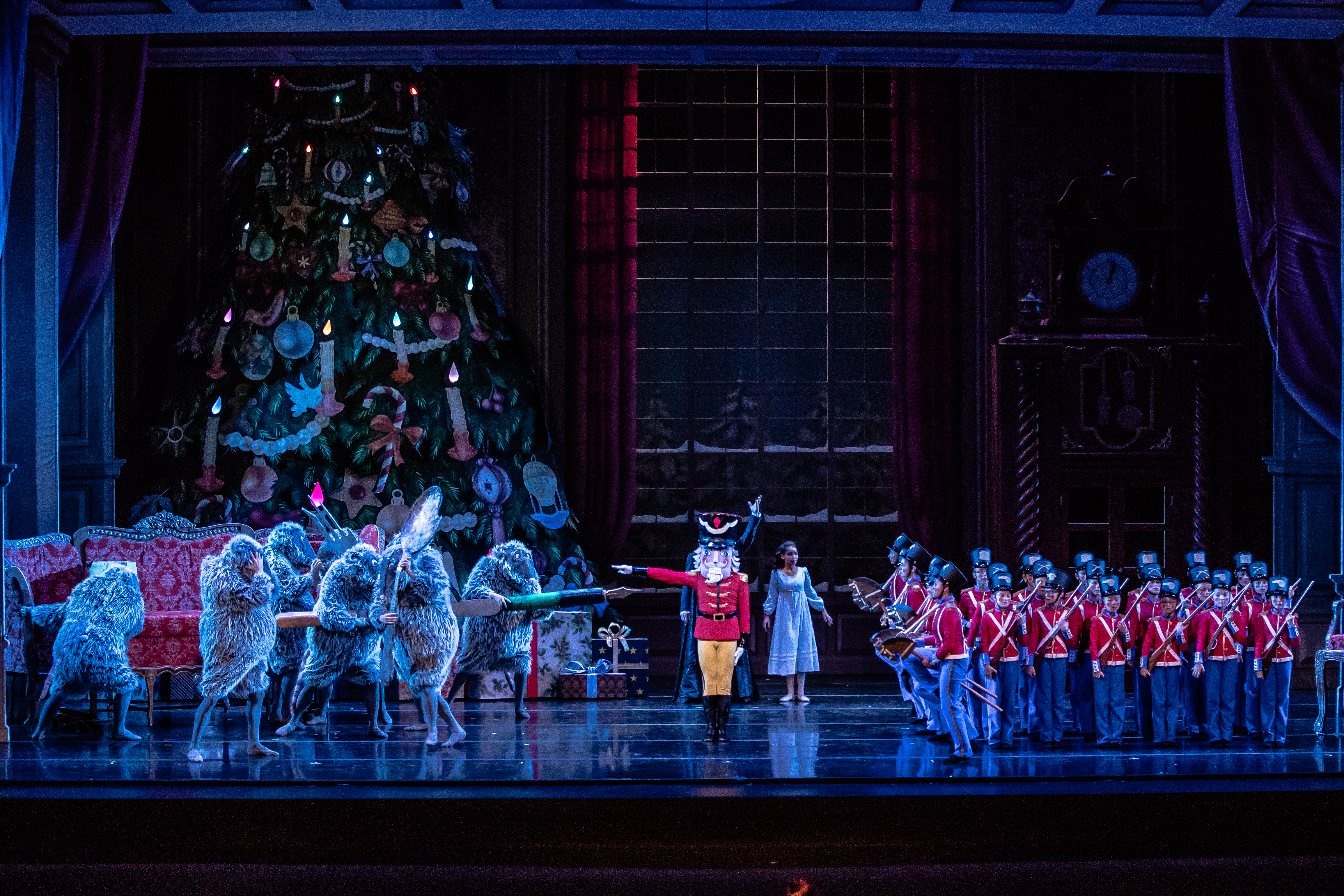
第1幕第1場 ねずみと兵隊人形の戦い

くるみ割り人形との出会い
主人公クララのいるシュタールバウム家では、友人たちを招いてクリスマス・イヴのパーティーが開かれている。招待客の中には、クララの名付け親のドロッセルマイヤーもいる。ドロッセルマイヤーは、子供たちに手品や人形芝居を見せて驚かせた。
その後ドロッセルマイヤーは、不格好な「くるみ割り人形」を取り出す。クララはなぜかその人形が気に入り、ドロッセルマイヤーに頼んでプレゼントしてもらう。クララの弟（兄）のフリッツが人形を横取りして壊してしまうが、ドロッセルマイヤーが修理する。やがてパーティーは終わりとなり、客たちは家路につく。
兵隊人形とねずみの戦い
真夜中、くるみ割り人形のことが気になったクララは、人形が置かれている大広間のクリスマスツリーの元へと降りていく。その時、時計が12時を打ち、クララの体がみるみる縮んでいく（舞台では、クリスマスツリーが大きくなることで表現される）。
そこへねずみの大群が押し寄せ、くるみ割り人形の指揮する兵隊人形たちと戦争を始める。戦いはくるみ割り人形とねずみの王様の一騎討ちとなり、くるみ割り人形は窮地に陥るが、クララがとっさに投げつけたスリッパがねずみの王様に命中する。その隙にくるみ割り人形はねずみの王様を倒し、ねずみ軍は退散する。
人形が王子の姿に…
クララは倒れたくるみ割り人形を心配するが、起き上がったくるみ割り人形は、凛々しい王子の姿に変わっていた。

#### 第1幕第2場

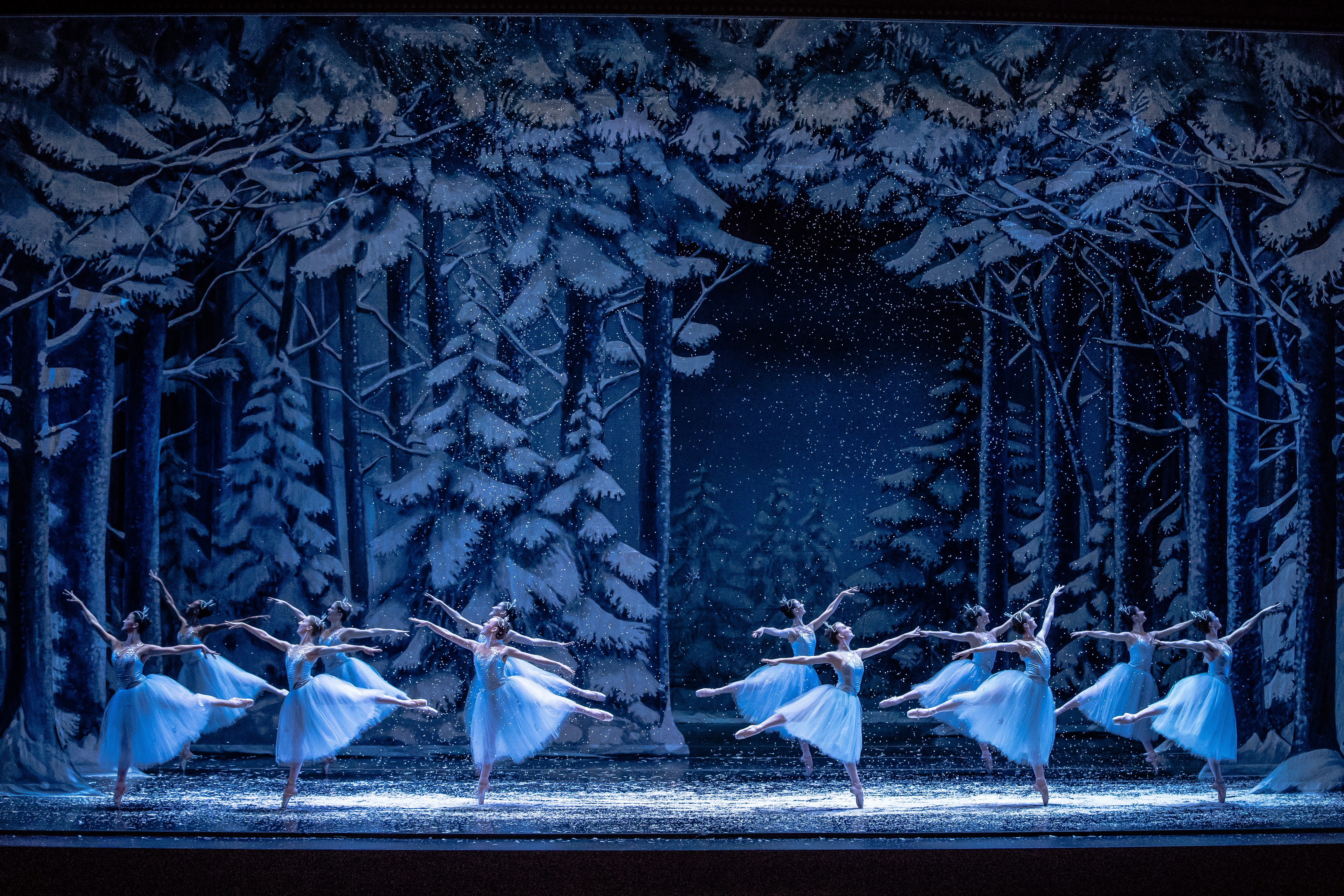
第1幕第2場 雪片の群舞

2人で「お菓子の国」へ
くるみ割り人形は自分を救ってくれたクララに感謝し、その礼に「お菓子の国」へと招待する。2人は雪が舞う森を抜けて、お菓子の国へと向かう。

#### 第2幕

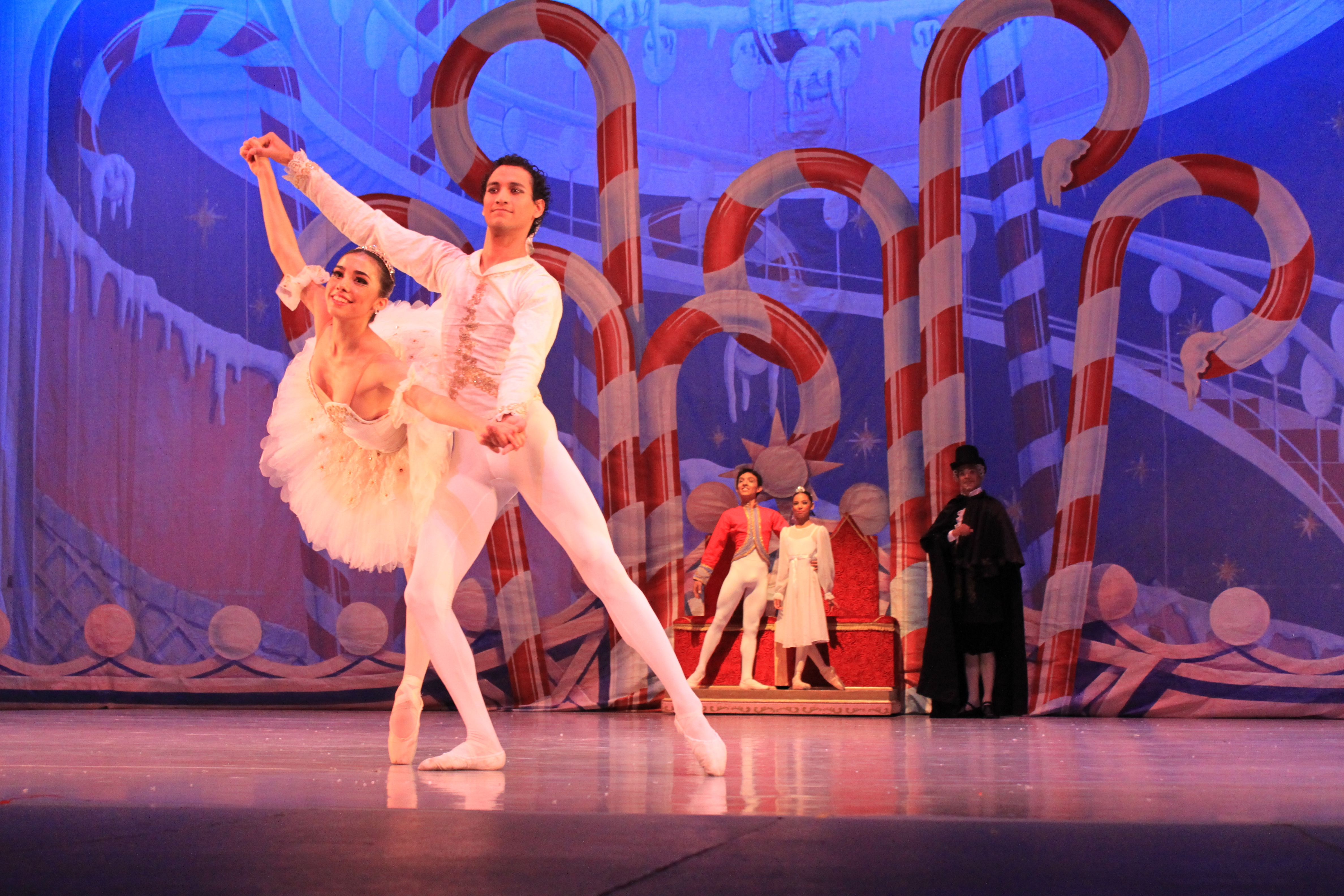
第2幕 グラン・パ・ド・ドゥ

お菓子の国でのパーティー
お菓子の国に到着した2人は、女王である金平糖の精に迎えられる。クララを歓迎するため、チョコレート、コーヒー、お茶、キャンディ、大麦糖などのお菓子の精たちが次々と踊りを繰り広げ、最後は金平糖の精と王子がグラン・パ・ド・ドゥを披露する。しかし、楽しい夢はやがて終わりを迎える。
夢から覚める
朝が訪れ、自分の家で目を覚ましたクララは、傍らのくるみ割り人形を優しく抱きしめる。

### 演出による違い
『くるみ割り人形』の演出は、クララと金平糖の精の扱いによって、概ね2系統に分けることができる。一つは、クララを子役が演じ、金平糖の精を大人のダンサーが踊るもの（イワノフ版など）であり、上述のあらすじはこのケースである。もう一つは、クララを大人のダンサーが演じるもの（ワイノーネン版など）であり、この場合、第2幕のグラン・パ・ド・ドゥは、金平糖の精に姿を変えたクララと、くるみ割り人形の王子によって踊られる。前者の変形として、クララと金平糖の精を別々の大人のダンサーが演じる場合（ライト版など）もある。両者を別々の大人が演じる場合も、物語上の主役であるクララには若手が、金平糖の精にプリマが当てられるケースが多い。

## 楽曲

### 楽器編成
楽器編成は以下の通りである。
| 木管   | 木管                              | 金管                                | 金管                                | 打                                  | 打                                                                                                 | 弦                                  | 弦                                  |
| ------ | --------------------------------- | ----------------------------------- | ----------------------------------- | ----------------------------------- | -------------------------------------------------------------------------------------------------- | ----------------------------------- | ----------------------------------- |
| Fl.    | 3（第2・第3奏者ピッコロ持ち替え） | Hr.                                 | 4                                   | Timp.                               | 1                                                                                                  | Vn.1                                | ●                                   |
| Ob.    | 2、コーラングレ                   | Trp.                                | 2                                   | 他                                  | 大太鼓、小太鼓、タンブリン、シンバル、カスタネット、グロッケンシュピール、タムタム、トライアングル | Vn.2                                | ●                                   |
| Cl.    | 2、バス・クラリネット             | Trb.                                | 3                                   | 他                                  | 大太鼓、小太鼓、タンブリン、シンバル、カスタネット、グロッケンシュピール、タムタム、トライアングル | Va.                                 | ●                                   |
| Fg.    | 2                                 | Tub.                                | 1                                   | 他                                  | 大太鼓、小太鼓、タンブリン、シンバル、カスタネット、グロッケンシュピール、タムタム、トライアングル | Vc.                                 | ●                                   |
| 他     |                                   | 他                                  |                                     | 他                                  | 大太鼓、小太鼓、タンブリン、シンバル、カスタネット、グロッケンシュピール、タムタム、トライアングル | Cb.                                 | ●                                   |
| その他 | その他                            | ハープ2、チェレスタ（またはピアノ） | ハープ2、チェレスタ（またはピアノ） | ハープ2、チェレスタ（またはピアノ） | ハープ2、チェレスタ（またはピアノ）                                                                | ハープ2、チェレスタ（またはピアノ） | ハープ2、チェレスタ（またはピアノ） |

舞台上におもちゃのトランペット、太鼓、シンバル他打楽器数種、24名の児童合唱（または女声合唱）。

### 作品構成
全曲の演奏時間は約1時間25分（第1幕約45分、第2幕約40分）である。以下、譜面に明記された各曲のフランス語名称の日本語訳と、【 】内に音盤などで慣例的に用いられている名称を記す。
- 序曲 (Ouverture)
- 第1幕
  - 第1曲 情景 (Scène) 【クリスマスツリー】
  - 第2曲 行進曲 (Marche)
  - 第3曲 子供たちの小ギャロップと両親の登場 (Petit galop des enfants et entrée des parents)
  - 第4曲 踊りの情景 (Scène dansante) 【ドロッセルマイヤーの登場】
  - 第5曲 情景と祖父の踊り (Scène et danse du grand-père) 【グロースファーターの踊り】
  - 第6曲 情景 (Scène) 【招待客の帰宅、そして夜】【クララとくるみ割り人形】
  - 第7曲 情景 (Scène) 【くるみ割り人形とねずみの王様の戦い】
  - 第8曲 情景 (Scène) 【松林の踊り】【冬の松林で】
  - 第9曲 雪片のワルツ (Valse des flocons de neige)
- 第2幕
  - 第10曲 情景 (Scène) 【お菓子の国の魔法の城】
  - 第11曲 情景 (Scène) 【クララと王子の登場】
  - 第12曲 ディヴェルティスマン (Divertissement)
    1. チョコレート (Le Chocolat) 【スペインの踊り】
    2. コーヒー (Le Café) 【アラビアの踊り】
    3. お茶 (Le Thé) 【中国の踊り】
    4. トレパック (Trépak) 【ロシアの踊り】
    5. 葦笛 (Les Mirlitons) 【葦笛の踊り】
    6. ジゴーニュ小母さんと道化たち (La Mère Gigogne et les Polichinelles)

  - 第13曲 花のワルツ (Valse des fleurs)
  - 第14曲 パ・ド・ドゥ (Pas de deux) 【金平糖の精と王子のパ・ド・ドゥ】
    1. 【アダージョ】【イントラーダ】
    2. ヴァリエーション（ヴァリアシオン）I 【タランテラ】
    3. ヴァリエーション（ヴァリアシオン）II 金平糖の精の踊り (Danse de la Fée-Dragée)
    4. コーダ (Coda)

  - 第15曲 終幕のワルツとアポテオーズ (Valse finale et apothéose)

### 演奏会用組曲
バレエ組曲『くるみ割り人形』（作品71a）は、チャイコフスキーがバレエ音楽から編んだ組曲である。1892年3月、『くるみ割り人形』の作曲中であったチャイコフスキーの元に演奏会の依頼が来た。あいにく手元に新作がなく、また作曲する暇もなかったため、急遽作曲中の『くるみ割り人形』から8曲を抜き出して演奏会用組曲とした。この組曲は、バレエの初演に先立ち、1892年3月19日（ロシア旧暦3月31日）に初演されて好評を得た。以下は慣例名による。
第1曲 小序曲 (Ouverture miniature)
Allegro giusto、変ロ長調、4分の2拍子（複合2部形式。展開部を欠くソナタ形式とも取れる）。この小序曲のみ編成から低弦、つまりチェロとコントラバスが除かれ、タセットを指示されている。このバレエ全体のかわいらしい曲想を感じさせる。おとぎ話のような主題がヴァイオリンにより提示される。これらはクラリネット、フルートなどに引き継がれ、次第に大編成化する。すると一転してオーボエによる叫びがあり、メロディックで優雅な第2主題（ヘ長調）が提示される。この後、第1主題・第2主題（変ロ長調で再現）はそのまま反復される。
第2曲 性格的舞曲集 (Danses caractéristiques)
a 行進曲 (Marche)
Tempo di marcia viva、ト長調、4分の4拍子（ロンド形式）。A-B-A-C-A-B-Aの形を取る。
b 金平糖の精の踊り (Danse de la Fée Dragée)
Andante non troppo、ホ短調、4分の2拍子（複合三部形式）。当時、発明されたばかりであったチェレスタを起用した最初の作品として広く知られる。当初、このパートは天使の声と喩えられた珍しい楽器アルモニカ（または別種の「ガラス製木琴」）のために書かれていた。しかし、後に旅先のパリでチェレスタを見つけ、この楽器を使うことに決めた。なお、チャイコフスキーはパリからチェレスタを取り寄せる際、楽譜出版社のユルゲンソンに送った手紙で「他の作曲家、特にリムスキー・コルサコフとグラズノフに知られないように」という趣旨のことを書いており、他の作曲家に先を越されたくないという思いがあったようである。通常、「金平糖」の精と訳されるがあるが実際はドラジェのことである。
c ロシアの踊り（トレパック） (Danse russe (Trepak))
Tempo di Trepak, Molto vivace、ト長調、4分の2拍子（複合三部形式）。
d アラビアの踊り (Danse arabe)
Allegretto、ト短調、8分の3拍子（変奏曲形式）。この曲のベースになった曲はグルジア民謡の子守唄である。
e 中国の踊り (Danse chinoise)
Allegro Moderato、変ロ長調、4分の4拍子（小三部形式）。
f 葦笛の踊り (Danse des mirlitons)
Moderato Assai、ニ長調、4分の2拍子（小ロンド形式）。A-B-A-C-Aの形を取る。おもちゃの笛「ミルリトン」（ミルリトンにはカップケーキ、マフィンのようなお菓子の名前と笛の名前がある）が踊る。
第3曲 花のワルツ (Valse des fleurs)
Tempo di Valse、ニ長調、4分の3拍子（複合三部形式）。序奏は、オーボエ、クラリネット、ファゴット、そしてハープが効果的に用いられ、ハープのカデンツァののちに、ホルンにより主題が提示される。続くワルツの主題は弦楽部と管楽部の掛け合いによって反復される。中間部にはオーボエとフルートの新たな主題が現れ、さらにヴィオラ・チェロによる主題が提示された後、再び第一主題へと戻り、終結する。

#### 第2組曲
後年にアメリカの指揮者アーサー・フィードラーによって『くるみ割り人形』第2組曲が編まれており、これは
1. 情景―冬の松林
2. 雪片のワルツ
3. パ・ド・ドゥー―アダージョ
4. チョコレート
5. 終幕のワルツ

の5曲からなる。

## 受容
本作は、バレエ以外のダンスとしても上演されることがある。2016年12月、雑誌『ニューズウィーク』では、2つのバレエの他にヒップホップとブレイクダンスを合わせたもの、そして3つのバーレスクを紹介している。

## 人種差別的な演出への対応
第2幕第6曲の「中国の踊り」では、ステレオタイプの中国人像が演じられることがある。2021年、ベルリン国立バレエ団は、滑稽な扮装と誇張された舞踊、肌の色を黄色で扮装することなどが人種差別的要素であるとして、当年のクリスマス公演の演目から排除。スコティッシュ・バレエ団は「中国の踊り」に加え「アラビアの踊り」についても劇中の舞踊と扮装を修正することを表明した。